# هوشنگ عزیزی
هوشنگ عزیزی، متولد کرمانشاه، یکی از ۱۱ معلم انقلابی بود که در ۲۸ مرداد ۱۳۵۸ به اتهام هواداری از سازمان چریک‌های فدایی خلق ایران در زندان دیزل آباد کرمانشاه اعدام شدند.
وی از کسانی بود که نخستین اعتصاب معلمان ایران را در انقلاب بهمن در کرمانشاه ساماندهی کردند. در گزارش روزنامهٔ کیهان از هوشنگ عزیزی و ده تن دیگر به عنوان «مهاجمین پاوه» یاد شده است. جرم هوشنگ عزیزی «مفسد فی الارض و محارب با خدا و رسول خدا» عنوان شد. این یازده تن در ساعت ۲ و ۴۰ دقیقه بامداد ۲۸ مرداد ۱۳۵۸ زندان دیزل آباد کرمانشاه اعدام شدند.